# NHL Entry Draft 2015
L'NHL Entry Draft 2015 è stato il 53º draft della National Hockey League. Si è tenuto il 26-27 giugno 2015 presso il BB&T Center di Sunrise, casa dei Florida Panthers. Per la seconda volta l'Entry Draft si è svolto nello stato della Florida dopo l'edizione del 2001. Le formazioni della National Hockey League selezionarono i migliori giocatori di hockey su ghiaccio provenienti dai campionati giovanili, universitari, o dai campionati europei. Gli Edmonton Oilers, dopo aver concluso al terzultimo posto la stagione 2014-15, guadagnarono l'opzione per la prima scelta assoluta dopo aver vinto la NHL Draft Lottery.
Gli Edmonton Oilers, approfittando della prima posizione, selezionarono il centro canadese Connor McDavid dagli Erie Otters, formazione della Ontario Hockey League. I Buffalo Sabres invece come seconda scelta puntarono sul centro statunitense Jack Eichel, proveniente dalla Boston University, partecipanti alla Hockey East, mentre gli Arizona Coyotes scelsero in terza posizione il centro canadese Dylan Strome, anch'egli degli Erie Otters. Fra i 211 giocatori selezionati, 114 erano attaccanti, 73 erano difensori e 24 erano portieri.

## Migliori prospetti
Dati elaborati dal NHL Central Scouting Bureau.
| Posizione | Giocatori nordamericani | Giocatori europei    |
| --------- | ----------------------- | -------------------- |
| 1         | Connor McDavid (C)      | Mikko Rantanen (AD)  |
| 2         | Jack Eichel (C)         | Gabriel Carlsson (D) |
| 3         | Noah Hanifin (D)        | Jacob Larsson (D)    |
| 4         | Dylan Strome (C)        | Joel Eriksson Ek (C) |
| 5         | Lawson Crouse (AS)      | Michael Špaček (AD)  |
| 6         | Mitchell Marner (C)     | Oliver Kylington (D) |
| 7         | Ivan Provorov (D)       | Denis Gurjanov (AD)  |
| 8         | Pavel Zacha (C)         | Robin Kovacs (AD)    |
| 9         | Zach Werenski (D)       | Filip Ahl (AS)       |
| 10        | Timo Meier (AD)         | Jens Looke (AD)      |

| Posizione | Portieri nordamericani | Portieri europei |
| --------- | ---------------------- | ---------------- |
| 1         | Mackenzie Blackwood    | Il'ja Samsonov   |
| 2         | Callum Booth           | Daniel Vladař    |
| 3         | Samuel Montembeault    | Felix Sandström  |

## Turni
Legenda delle posizioni

A = Attaccante   AD = Ala destra   AS = Ala sinistra   C = Centro   D = Difensore   P = Portiere

### Primo giro
| #  | Giocatore                | Nazionalità | Squadra NHL                                                     | Squadra di provenienza              |
| -- | ------------------------ | ----------- | --------------------------------------------------------------- | ----------------------------------- |
| 1  | Connor McDavid (C)       | Canada      | Edmonton Oilers                                                 | Erie Otters (OHL)                   |
| 2  | Jack Eichel (C)          | Stati Uniti | Buffalo Sabres                                                  | Boston U. Terriers (Hockey East)    |
| 3  | Dylan Strome (C)         | Canada      | Arizona Coyotes                                                 | Erie Otters (OHL)                   |
| 4  | Mitchell Marner (C)      | Canada      | Toronto Maple Leafs                                             | London Knights (OHL)                |
| 5  | Noah Hanifin (D)         | Stati Uniti | Carolina Hurricanes                                             | Boston College Eagles (Hockey East) |
| 6  | Pavel Zacha (C)          | Rep. Ceca   | New Jersey Devils                                               | Sarnia Sting (OHL)                  |
| 7  | Ivan Provorov (D)        | Russia      | Philadelphia Flyers                                             | Brandon Wheat Kings (WHL)           |
| 8  | Zach Werenski (D)        | Stati Uniti | Columbus Blue Jackets                                           | Michigan Wolverines (Big Ten)       |
| 9  | Timo Meier (AD)          | Svizzera    | San Jose Sharks                                                 | Halifax Mooseheads (QMJHL)          |
| 10 | Mikko Rantanen (C)       | Finlandia   | Colorado Avalanche                                              | TPS (Liiga)                         |
| 11 | Lawson Crouse (AS)       | Canada      | Florida Panthers                                                | Kingston Frontenacs (OHL)           |
| 12 | Denis Gurjanov (D)       | Russia      | Dallas Stars                                                    | Lada Togliatti (KHL)                |
| 13 | Jakub Zbořil (D)         | Rep. Ceca   | Boston Bruins (da Los Angeles)                                  | Saint John Sea Dogs (QMJHL)         |
| 14 | Jake DeBrusk (AS)        | Canada      | Boston Bruins                                                   | Swift Current Broncos (WHL)         |
| 15 | Zachary Senyshyn (AD)    | Canada      | Boston Bruins (da Calgary)                                      | S.S. Marie Greyhounds (OHL)         |
| 16 | Mathew Barzal (C)        | Canada      | New York Islanders (da Pittsburgh via Edmonton)                 | Seattle Thunderbirds (WHL)          |
| 17 | Kyle Connor (AS)         | Stati Uniti | Winnipeg Jets                                                   | Youngstown Phantoms (USHL)          |
| 18 | Thomas Chabot (D)        | Canada      | Ottawa Senators                                                 | Saint John Sea Dogs (QMJHL)         |
| 19 | Evgenij Svečnikov (AS)   | Russia      | Detroit Red Wings                                               | CB Screaming Eagles (QMJHL)         |
| 20 | Joel Eriksson Ek (C)     | Svezia      | Minnesota Wild                                                  | Färjestad (SHL)                     |
| 21 | Colin White (C)          | Stati Uniti | Ottawa Senators (da NY Islanders via Buffalo)                   | USA Hockey NTDP (USHL)              |
| 22 | Il'ja Samsonov (P)       | Russia      | Washington Capitals                                             | Magnitogorsk (KHL)                  |
| 23 | Brock Boeser (AD)        | Stati Uniti | Vancouver Canucks                                               | Waterloo Black Hawks (USHL)         |
| 24 | Travis Konecny (C)       | Canada      | Philadelphia Flyers (da Nashville via Toronto)                  | Ottawa 67's (OHL)                   |
| 25 | Jack Roslovic (C)        | Stati Uniti | Winnipeg Jets (da St. Louis via Buffalo)                        | USA Hockey NTDP (USHL)              |
| 26 | Noah Juulsen (D)         | Canada      | Montreal Canadiens                                              | Everett Silvertips (WHL)            |
| 27 | Jacob Larsson (D)        | Svezia      | Anaheim Ducks                                                   | Frölunda (SHL)                      |
| 28 | Anthony Beauvillier (AS) | Canada      | New York Islanders (da NY Rangers via Tampa Bay)                | Shawinigan Cataractes (QMJHL)       |
| 29 | Gabriel Carlsson (D)     | Svezia      | Columbus Blue Jackets (da Tampa Bay via Philadelphia e Toronto) | Linköping (SHL)                     |
| 30 | Nick Merkley (AD)        | Canada      | Arizona Coyotes (da Chicago)                                    | Kelowna Rockets (WHL)               |

### Secondo giro
| #  | Giocatore                    | Nazionalità | Squadra NHL                                                 | Squadra di provenienza           |
| -- | ---------------------------- | ----------- | ----------------------------------------------------------- | -------------------------------- |
| 31 | Jérémy Roy (D)               | Canada      | San Jose Sharks (from Buffalo via Colorado)                 | Sherbrooke Phoenix (QMJHL)       |
| 32 | Christian Fischer (AD)       | Stati Uniti | Arizona Coyotes                                             | USA Hockey NTDP (USHL)           |
| 33 | Mitchell Stephens (C)        | Canada      | Tampa Bay Lightning (da Edmonton via NY Islanders)          | Saginaw Spirit (OHL)             |
| 34 | Travis Dermott (D)           | Canada      | Toronto Maple Leafs (da Toronto via Los Angeles e Columbus) | Erie Otters (OHL)                |
| 35 | Sebastian Aho (AS)           | Finlandia   | Carolina Hurricanes                                         | Oulun Kärpät (Liiga)             |
| 36 | Gabriel Gagné (C)            | Canada      | Ottawa Senators (da New Jersey)                             | Victoriaville Tigres (QMJHL)     |
| 37 | Brandon Carlo (D)            | Stati Uniti | Boston Bruins (da Philadelphia via NY Islanders)            | Tri-City Americans (WHL)         |
| 38 | Paul Bittner (AS)            | Stati Uniti | Columbus Blue Jackets                                       | Portland Winterhawks (WHL)       |
| 39 | A. J. Greer (AS)             | Canada      | Colorado Avalanche (da San Jose)                            | Boston U. Terriers (Hockey East) |
| 40 | Nicolas Meloche (D)          | Canada      | Colorado Avalanche                                          | Baie-Comeau Drakkar (QMJHL)      |
| 41 | Ryan Gropp (AS)              | Canada      | New York Rangers (da Florida via New Jersey e Anaheim)      | Seattle Thunderbirds (WHL)       |
| 42 | Mackenzie Blackwood (P)      | Canada      | New Jersey (da Dallas via Ottawa)                           | Barrie Colts (OHL)               |
| 43 | Erik Černák (D)              | Slovacchia  | Los Angeles Kings (da Los Angeles via Buffalo)              | Košice (Extraliga)               |
| 44 | Matthew Spencer (D)          | Canada      | Tampa Bay Lightning (da Boston)                             | Peterborough Petes (OHL)         |
| 45 | Jakob Forsbacka-Karlsson (C) | Svezia      | Boston Bruins (da Calgary)                                  | Omaha Lancers (USHL)             |
| 46 | Daniel Sprong (AD)           | Paesi Bassi | Pittsburgh Penguins                                         | Charlottetown Islanders (QMJHL)  |
| 47 | Jansen Harkins (C)           | Canada      | Winnipeg Jets                                               | Prince George Cougars (WHL)      |
| 48 | Filip Chlapík (C)            | Rep. Ceca   | Ottawa Senators                                             | Charlottetown Islanders (QMJHL)  |
| 49 | Roope Hintz (AS)             | Finlandia   | Dallas Stars (da Detroit)                                   | Ilves (Liiga)                    |
| 50 | Jordan Greenway (AS)         | Stati Uniti | Minnesota Wild                                              | USA Hockey NTDP (USHL)           |
| 51 | Brendan Guhle (D)            | Canada      | Buffalo Sabres (da NY Islanders)                            | Prince Albert Raiders (WHL)      |
| 52 | Jérémy Lauzon (D)            | Canada      | Boston Bruins (da Washington via Calgary)                   | R-N Huskies (QMJHL)              |
| 53 | Rasmus Andersson (D)         | Svezia      | Calgary Flames (da Vancouver)                               | Barrie Colts (OHL)               |
| 54 | Graham Knott (AS)            | Canada      | Chicago Blackhawks                                          | Niagara IceDogs (OHL)            |
| 55 | Jakov Trenin (C)             | Russia      | Nashville Predators                                         | Gatineau Olympiques (QMJHL)      |
| 56 | Vince Dunn (D)               | Canada      | St. Louis Blues                                             | Niagara IceDogs (OHL)            |
| 57 | Jonas Siegenthaler (D)       | Svizzera    | Washington Capitals (da Montreal via Edmonton e NY Rangers) | ZSC Lions (LNA)                  |
| 58 | Kevin Stenlund (C)           | Svezia      | Columbus Blue Jackets (da Anaheim)                          | HV71 (SHL)                       |
| 59 | Julius Nättinen (C)          | Finlandia   | Anaheim Ducks (da NY Rangers)                               | JYP (Liiga)                      |
| 60 | Oliver Kylington (D)         | Svezia      | Calgary Flames (da Tampa Bay via NY Rangers e Arizona)      | AIK (HockeyAllsvenskan)          |
| 61 | Jeremy Bracco (AD)           | Stati Uniti | Toronto Maple Leafs (da Chicago via Philadelphia)           | USA Hockey NTDP (USHL)           |

### Terzo giro
| #  | Giocatore                   | Nazionalità | Squadra NHL                                        | Squadra di provenienza          |
| -- | --------------------------- | ----------- | -------------------------------------------------- | ------------------------------- |
| 62 | Robin Kovacs (AD)           | Svezia      | New York Rangers (da Buffalo via Washington)       | AIK (HockeyAllsvenskan)         |
| 63 | Kyle Capobianco (D)         | Canada      | Arizona Coyotes                                    | Sudbury Wolves (OHL)            |
| 64 | Dennis Yan (AS)             | Stati Uniti | Tampa Bay Lightning (da Edmonton via Anaheim)      | Shawinigan Cataractes (QMJHL)   |
| 65 | Andrew Nielson (D)          | Canada      | Toronto Maple Leafs                                | Lethbridge Hurricanes (WHL)     |
| 66 | Guillaume Brisebois (D)     | Canada      | Vancouver Canucks (da Carolina Hurricanes)         | Acadie-Bathurst Titan (QMJHL)   |
| 67 | Blake Speers (C)            | Canada      | New Jersey Devils                                  | S.S. Marie Greyhounds (OHL)     |
| 68 | Mārtiņš Dzierkals (AS)      | Lettonia    | Toronto Maple Leafs (da Philadelphia via Columbus) | HK Rīga (MHL)                   |
| 69 | Keegan Kolesar (AD)         | Canada      | Columbus Blue Jackets                              | Seattle Thunderbirds (WHL)      |
| 70 | Felix Sandström (P)         | Svezia      | Philadelphia Flyers (da San Jose)                  | Brynäs (SHL)                    |
| 71 | Jean-Christophe Beaudin (C) | Canada      | Colorado Avalanche                                 | R-N Huskies (QMJHL)             |
| 72 | Anthony Cirelli (C)         | Canada      | Tampa Bay Lightning (da Florida via NY Islanders)  | Oshawa Generals (OHL)           |
| 73 | Vili Saarijärvi (C)         | Finlandia   | Detroit Red Wings (da Dallas)                      | Green Bay Gamblers (USHL)       |
| 74 | Aleksandr Dergačëv (C)      | Russia      | Los Angeles Kings                                  | SKA Pietroburgo (KHL)           |
| 75 | Daniel Vladař (C)           | Rep. Ceca   | Boston Bruins                                      | Rytíři Kladno (Extraliga)       |
| 76 | Adin Hill (P)               | Stati Uniti | Arizona Coyotes (da Calgary)                       | Portland Winterhawks (WHL)      |
| 77 | Samuel Montembault (P)      | Canada      | Florida Panthers (da Pittsburgh)                   | B.-B. Armada (QMJHL)            |
| 78 | Erik Foley (AS)             | Stati Uniti | Winnipeg Jets                                      | Cedar Rapids RoughRiders (USHL) |
| 79 | Sergej Zborovskij (D)       | Russia      | New York Rangers (da Ottawa via Edmonton)          | Regina Pats (WHL)               |
| 80 | Brent Gates (C)             | Stati Uniti | Anaheim Ducks (da Detroit via Columbus)            | Green Bay Gamblers (USHL)       |
| 81 | Brendan Warren (AS)         | Stati Uniti | Arizona Coyotes (da Minnesota)                     | USA Hockey NTDP (USHL)          |
| 82 | Mitchell Vande Sompel (D)   | Canada      | New York Islanders                                 | Oshawa Generals (OHL)           |
| 83 | Jens Lööke (AD)             | Svezia      | Arizona Coyotes (da Washington via Calgary)        | Brynäs (SHL)                    |
| 84 | Deven Sideroff (AD)         | Canada      | Anaheim Ducks (da Vancouver)                       | Kamloops Blazers (WHL)          |
| 85 | Tommy Novak (C)             | Stati Uniti | Nashville Predators                                | Waterloo Black Hawks (USHL)     |
| 86 | Mike Robinson (P)           | Stati Uniti | San Jose Sharks (da St. Louis via Edmonton)        | Boston Jr. Rangers (EHL)        |
| 87 | Lukas Vejdemo (C)           | Svezia      | Montreal Canadiens                                 | Djurgården (SHL)                |
| 88 | Thomas Schemitsch (D)       | Canada      | Florida Panthers (da Anaheim)                      | Owen Sound Attack (OHL)         |
| 89 | Aleksi Saarela (C)          | Finlandia   | New York Rangers                                   | Porin Ässät (Liiga)             |
| 90 | Matej Tomek (P)             | Slovacchia  | Philadelphia Flyers (da Tampa Bay)                 | Topeka RoadRunners (NAHL)       |
| 91 | Dennis Gilbert (D)          | Stati Uniti | Chicago Blackhawks                                 | Chicago Steel (USHL)            |

### Quarto giro
| #   | Giocatore                  | Nazionalità | Squadra NHL                                            | Squadra di provenienza         |
| --- | -------------------------- | ----------- | ------------------------------------------------------ | ------------------------------ |
| 92  | William Borgen (D)         | Stati Uniti | Buffalo Sabres                                         | Omaha Lancers (USHL)           |
| 93  | Callum Booth (P)           | Canada      | Carolina Hurricanes (da Arizona via Washington)        | Québec Remparts (QMJHL)        |
| 94  | Adam Musil (C)             | Canada      | St. Louis Blues (da Edmonton)                          | Red Deer Rebels (WHL)          |
| 95  | Jesper Lindgren (D)        | Svezia      | Toronto Maple Leafs                                    | MODO (SHL)                     |
| 96  | Nicholas Roy (C)           | Canada      | Carolina Hurricanes                                    | Chic. Saguenéens (QMJHL)       |
| 97  | Colton White (D)           | Canada      | New Jersey Devils                                      | S.S. Marie Greyhounds (OHL)    |
| 98  | Samuel Dove-McFalls (D)    | Canada      | Philadelphia Flyers                                    | Saint John Sea Dogs (QMJHL)    |
| 99  | Austin Wagner (D)          | Canada      | Los Angeles Kings (da Columbus via Philadelphia)       | Regina Pats (WHL)              |
| 100 | Anthony Richard (D)        | Canada      | Nashville Predators (da San Jose)                      | Val-d'Or Foreurs (QMJHL)       |
| 101 | Andrej Mironov (D)         | Russia      | Colorado Avalanche                                     | Dinamo Mosca (KHL)             |
| 102 | Denis Malgin (C)           | Svizzera    | Florida Panthers                                       | ZSC Lions (LNA)                |
| 103 | Chris Martenet (D)         | Stati Uniti | Dallas Stars                                           | London Knights (OHL)           |
| 104 | Michail Vorob'ëv (C)       | Russia      | Philadelphia Flyers (da Los Angeles)                   | Tolpar (MHL)                   |
| 105 | Jesse Gabrielle (AS)       | Canada      | Boston Bruins                                          | Regina Pats (WHL)              |
| 106 | Adam Helewka (AS)          | Canada      | San Jose Sharks (da Calgary)                           | Spokane Chiefs (WHL)           |
| 107 | Christian Wolanin (D)      | Canada      | Ottawa Senators (da Pittsburgh via Toronto e Edmonton) | Muskegon Lumberjacks (USHL)    |
| 108 | Michael Špaček (AD)        | Rep. Ceca   | Winnipeg Jets                                          | Pardubice (Extraliga)          |
| 109 | Filip Ahl (AS)             | Svezia      | Ottawa Senators                                        | HV71 (SHL)                     |
| 110 | Joren van Pottelberghe (P) | Svizzera    | Detroit Red Wings                                      | Linköping (SHL)                |
| 111 | Aleš Stezka (P)            | Rep. Ceca   | Minnesota Wild                                         | Bílí Tygři Liberec (Extraliga) |
| 112 | Parker Wotherspoon (D)     | Canada      | New York Islanders                                     | Tri-City Americans (WHL)       |
| 113 | Brad Morrison (D)          | Canada      | New York Rangers (da Washington)                       | Prince George Cougars (WHL)    |
| 114 | Dmitrij Zuchenov (C)       | Russia      | Vancouver Canucks                                      | Omskie Jastreby (MHL)          |
| 115 | Alexandre Carrier (D)      | Canada      | Nashville Predators                                    | Gatineau Olympiques (QMJHL)    |
| 116 | Glen Gawdin (C)            | Canada      | St. Louis Blues                                        | Swift Current Broncos (WHL)    |
| 117 | Caleb Jones (D)            | Stati Uniti | Edmonton Oilers (da Montreal)                          | USA Hockey NTDP (USHL)         |
| 118 | Jonne Tammela (AD)         | Finlandia   | Tampa Bay Lightning (da Anaheim)                       | KalPa (Liiga)                  |
| 119 | Daniel Bernhardt (AD)      | Svezia      | New York Rangers                                       | Djurgården (SHL)               |
| 120 | Mathieu Joseph (AD)        | Canada      | Tampa Bay Lightning                                    | Saint John Sea Dogs (QMJHL)    |
| 121 | Ryan Shea (D)              | Stati Uniti | Chicago Blackhawks                                     | Youngstown Phantoms (USHL)     |

### Quinto giro
| #   | Giocatore             | Nazionalità | Squadra NHL                                  | Squadra di provenienza                |
| --- | --------------------- | ----------- | -------------------------------------------- | ------------------------------------- |
| 122 | Devante Stephens (D)  | Canada      | Buffalo Sabres                               | Kelowna Rockets (WHL)                 |
| 123 | Conor Garland (AD)    | Stati Uniti | Arizona Coyotes                              | Moncton Wildcats (QMJHL)              |
| 124 | Ethan Bear (D)        | Canada      | Edmonton Oilers                              | Seattle Thunderbirds (WHL)            |
| 125 | Dmytro Timasjov (AS)  | Svezia      | Toronto Maple Leafs                          | Québec Remparts (QMJHL)               |
| 126 | Luke Stevens (AS)     | Stati Uniti | Carolina Hurricanes                          | Nobles School (USHS-Massachusetts)    |
| 127 | Niko Mikkola (D)      | Finlandia   | St. Louis Blues (da New Jersey)              | KalPa (Liiga)                         |
| 128 | David Kaše (AD)       | Rep. Ceca   | Philadelphia Flyers                          | Piráti Chomutov (Extraliga)           |
| 129 | Sam Ruopp (D)         | Canada      | Columbus Blue Jackets                        | Prince George Cougars (WHL)           |
| 130 | Kārlis Čukste (D)     | Lettonia    | San Jose Sharks                              | HK Rīga (MHL)                         |
| 131 | Matt Bradley (C)      | Canada      | Montreal Canadiens (da Colorado)             | Medicine Hat Tigers (WHL)             |
| 132 | Karch Bachman (AS)    | Stati Uniti | Florida Panthers                             | Culver Academy (USHS-Indiana)         |
| 133 | Joseph Cecconi (D)    | Stati Uniti | Dallas Stars                                 | Muskegon Lumberjacks (USHL)           |
| 134 | Matt Schmalz (AD)     | Canada      | Los Angeles Kings                            | Sudbury Wolves (OHL)                  |
| 135 | Kirill Kaprizov (AS)  | Russia      | Minnesota Wild (da Boston)                   | Metallurg Novok. (KHL)                |
| 136 | Pavel Karnauchov (AS) | Russia      | Calgary Flames                               | Calgary Hitmen (WHL)                  |
| 137 | Dominik Simon (AS)    | Rep. Ceca   | Pittsburgh Penguins                          | Plzeň 1929 (Extraliga)                |
| 138 | Spencer Smallman (AD) | Canada      | Carolina Hurricanes (da Winnipeg)            | Saint John Sea Dogs (QMJHL)           |
| 139 | Christián Jaroš (D)   | Slovacchia  | Ottawa Senators                              | Luleå (SHL)                           |
| 140 | Chase Pearson (C)     | Canada      | Detroit Red Wings                            | Youngstown Phantoms (USHL)            |
| 141 | Veeti Vainio (D)      | Finlandia   | Columbus Blue Jackets (da Minnesota)         | Espoo Blues (Liiga)                   |
| 142 | Rūdolfs Balcers (AS)  | Lettonia    | San Jose Sharks (da NY Islanders)            | Stavanger Oilers (GET-ligaen)         |
| 143 | Connor Hobbs (D)      | Canada      | Washington Capitals                          | Regina Pats (WHL)                     |
| 144 | Carl Neill (D)        | Canada      | Vancouver Canucks                            | Sherbrooke Phoenix (QMJHL)            |
| 145 | Karel Vejmelka (P)    | Rep. Ceca   | Nashville Predators                          | Pardubice (Extraliga)                 |
| 146 | Luke Opilka (P)       | Stati Uniti | St. Louis Blues                              | USA Hockey NTDP (USHL)                |
| 147 | Ryan Pilon (D)        | Canada      | New York Islanders (da Montreal via Florida) | Brandon Wheat Kings (WHL)             |
| 148 | Troy Terry (AD)       | Stati Uniti | Anaheim Ducks                                | USA Hockey NTDP (USHL)                |
| 149 | Adam Gaudette (C)     | Stati Uniti | Vancouver Canucks (da NY Rangers)            | Northeastern U. Huskies (Hockey East) |
| 150 | Ryan Zuhlsdorf (D)    | Stati Uniti | Tampa Bay Lightning                          | Sioux City Musketeers (USHL)          |
| 151 | Radovan Bondra (AD)   | Slovacchia  | Chicago Blackhawks                           | Košice (Extraliga)                    |

### Sesto giro
| #   | Giocatore               | Nazionalità | Squadra NHL                                  | Squadra di provenienza                     |
| --- | ----------------------- | ----------- | -------------------------------------------- | ------------------------------------------ |
| 152 | Giorgio Estephan (C)    | Canada      | Buffalo Sabres                               | Lethbridge Hurricanes (WHL)                |
| 153 | Kristian Oldham (P)     | Stati Uniti | Tampa Bay Lightning (da Arizona)             | Omaha Lancers (USHL)                       |
| 154 | John Marino (D)         | Stati Uniti | Edmonton Oilers                              | South Shore Kings (USPHL)                  |
| 155 | Stephen Desrocher (D)   | Canada      | Toronto Maple Leafs                          | Oshawa Generals (OHL)                      |
| 156 | Jake Massie (D)         | Canada      | Carolina Hurricanes                          | Kimball Union Academy (USHS-New Hampshire) |
| 157 | Brett Seney (AS)        | Canada      | New Jersey Devils                            | Merrimack Warriors (Hockey East)           |
| 158 | Cooper Marody (C)       | Stati Uniti | Philadelphia Flyers                          | Sioux Falls Stampede (USHL)                |
| 159 | Vladislav Gavrikov (D)  | Russia      | Columbus Blue Jackets                        | Lok. Jaroslavl’ (KHL)                      |
| 160 | Adam Parsells (D)       | Stati Uniti | San Jose Sharks                              | Green Bay Gamblers (USHL)                  |
| 161 | Sergej Bojkov (D)       | Russia      | Colorado Avalanche                           | D.ville Voltigeurs (QMJHL)                 |
| 162 | Christopher Wilkie (AD) | Stati Uniti | Florida Panthers                             | Tri-City Storm (USHL)                      |
| 163 | Markus Ruusu (P)        | Finlandia   | Dallas Stars                                 | JYP (Liiga)                                |
| 164 | Roy Radke (AD)          | Stati Uniti | Chicago Blackhawks (da Los Angeles)          | Barrie Colts (OHL)                         |
| 165 | Cameron Hughes (C)      | Canada      | Boston Bruins                                | Wisconsin Badgers (Big Ten)                |
| 166 | Andrew Mangiapane (AS)  | Canada      | Calgary Flames                               | Barrie Colts (OHL)                         |
| 167 | Frederik Tiffels (AS)   | Germania    | Pittsburgh Penguins                          | W. Michigan Broncos (NCHC)                 |
| 168 | Mason Appleton (C)      | Stati Uniti | Winnipeg Jets                                | Tri-City Storm (USHL)                      |
| 169 | David Cotton (C)        | Stati Uniti | Carolina Hurricanes (da Ottawa via Winnipeg) | Cushing Academy (USHS-Massachusetts)       |
| 170 | Patrick Holway (D)      | Stati Uniti | Detroit Red Wings                            | Boston Advantage U18 (T1EHL U18)           |
| 171 | Nicholas Boka (D)       | Stati Uniti | Minnesota Wild                               | USA Hockey NTDP (USHL)                     |
| 172 | Andong Song (D)         | Cina        | New York Islanders                           | Lawrence Academy (USHS-Massachusetts)      |
| 173 | Colby Williams (D)      | Canada      | Washington Capitals                          | Regina Pats (WHL)                          |
| 174 | Lukáš Jašek (AD)        | Rep. Ceca   | Vancouver Canucks                            | Oceláři Trinec (Extraliga)                 |
| 175 | Tyler Moy (C)           | Canada      | Nashville Predators                          | Harvard Crimson (ECAC Hockey)              |
| 176 | Liam Dunda (AS)         | Canada      | St. Louis Blues                              | Owen Sound Attack (OHL)                    |
| 177 | Simon Bourque (D)       | Canada      | Montreal Canadiens                           | Rimouski Océanic (QMJHL)                   |
| 178 | Steven Ruggiero (D)     | Stati Uniti | Anaheim Ducks                                | USA Hockey NTDP (USHL)                     |
| 179 | Garrett Metcalf (P)     | Stati Uniti | Anaheim Ducks (da NY Rangers)                | Madison Capitols (USHL)                    |
| 180 | Bokondji Imama (AS)     | Canada      | Tampa Bay Lightning                          | Saint John Sea Dogs (QMJHL)                |
| 181 | Joni Tuulola (D)        | Finlandia   | Chicago Blackhawks                           | HPK (Liiga)                                |

### Settimo giro
| #   | Giocatore              | Nazionalità | Squadra NHL                                                  | Squadra di provenienza                     |
| --- | ---------------------- | ----------- | ------------------------------------------------------------ | ------------------------------------------ |
| 182 | Ivan Chukarov (D)      | Stati Uniti | Buffalo Sabres                                               | Minnesota Wilderness (NAHL)                |
| 183 | Erik Källgren (P)      | Svezia      | Arizona Coyotes                                              | Linköping (SHL)                            |
| 184 | Adam Húska (P)         | Slovacchia  | New York Rangers (da Edmonton)                               | Green Bay Gamblers (USHL)                  |
| 185 | Nikita Korostelev (AD) | Russia      | Toronto Maple Leafs                                          | Sarnia Sting (OHL)                         |
| 186 | Steven Lorentz (C)     | Canada      | Carolina Hurricanes                                          | Peterborough Petes (OHL)                   |
| 187 | Chaz Reddekopp (D)     | Canada      | Los Angeles Kings (da New Jersey)                            | Victoria Royals (WHL)                      |
| 188 | Ivan Fedotov (P)       | Russia      | Philadelphia Flyers                                          | Neftechimik (KHL)                          |
| 189 | Markus Nutivaara (D)   | Finlandia   | Columbus Blue Jackets                                        | Oulun Kärpät (Liiga)                       |
| 190 | Marcus Vela (C)        | Canada      | San Jose Sharks                                              | Langley Rivermen (BCHL)                    |
| 191 | Gustav Olhaver (C)     | Svezia      | Colorado Avalanche                                           | Rögle (SHL)                                |
| 192 | Patrick Shea (C)       | Stati Uniti | Florida Panthers                                             | Kimball Union Academy (USHS-New Hampshire) |
| 193 | Jake Kupsky (P)        | Stati Uniti | San Jose Sharks (da Dallas)                                  | Lone Star Brahmas (NAHL)                   |
| 194 | Matt Roy (AS)          | Canada      | Los Angeles Kings                                            | Michigan Tech Huskies (WCHA)               |
| 195 | Jack Becker (C)        | Stati Uniti | Boston Bruins                                                | Mahtomedi High School (USHS-Minnesota)     |
| 196 | Riley Bruce (D)        | Canada      | Calgary Flames                                               | North Bay Battalion (OHL)                  |
| 197 | Nikita Pavlyčev (C)    | Russia      | Pittsburgh Penguins                                          | Des Moines Buccaneers (USHL)               |
| 198 | Sami Niku (D)          | Finlandia   | Winnipeg Jets                                                | JYP (Liiga)                                |
| 199 | Joel Daccord (P)       | Stati Uniti | Ottawa Senators                                              | Cushing Academy (USHS-Massachusetts)       |
| 200 | Adam Marsh (AS)        | Stati Uniti | Detroit Red Wings                                            | Saint John Sea Dogs (QMJHL)                |
| 201 | Gustav Bouramman (D)   | Svezia      | Minnesota Wild                                               | S.S. Marie Greyhounds (OHL)                |
| 202 | Petter Hansson (D)     | Svezia      | New York Islanders                                           | Linköping (SHL)                            |
| 203 | Matteo Gennaro (C)     | Canada      | Winnipeg Jets (da Washington)                                | Prince Albert Raiders (WHL)                |
| 204 | Jack Sadek (D)         | Stati Uniti | Minnesota Wild (da Vancouver via Tampa Bay)                  | Lakeville High School (USHS-Minnesota)     |
| 205 | Evan Smith (P)         | Stati Uniti | Nashville Predators                                          | Austin Bruins (NAHL)                       |
| 206 | Ryan Bednard (P)       | Stati Uniti | Florida Panthers (da St. Louis via New Jersey)               | Johnstown Tomahawks (NAHL)                 |
| 207 | Jeremiah Addison (AS)  | Canada      | Montreal Canadiens                                           | Ottawa 67's (OHL)                          |
| 208 | Miroslav Svoboda (P)   | Rep. Ceca   | Edmonton Oilers (da Anaheim via Tampa Bay)                   | Oceláři Trinec (Extraliga)                 |
| 209 | Zijat Pajgin (D)       | Russia      | Edmonton Oilers (da NY Rangers via Tampa Bay e NY Rangers)   | Ak Bars Kazan’ (KHL)                       |
| 210 | Tate Olson (D)         | Canada      | Vancouver Canucks (da Tampa Bay via NY Islanders e San Jose) | Prince George Cougars (WHL)                |
| 211 | John Dahlström (AD)    | Svezia      | Chicago Blackhawks                                           | Frölunda (SHL)                             |

## Selezioni classificate per nazionalità
| Pos. | Paese        | Selezioni | Percentuale |
|      | Nord America | 134       | 63,5%       |
| ---- | ------------ | --------- | ----------- |
| 1    | Canada       | 81        | 38,3%       |
| 2    | Stati Uniti  | 53        | 25,2%       |
|      | Europa       | 76        | 36,0%       |
| 3    | Svezia       | 20        | 9,5%        |
| 4    | Russia       | 18        | 8,5%        |
| 5    | Finlandia    | 13        | 6,0%        |
| 6    | Rep. Ceca    | 11        | 5,0%        |
| 7    | Slovacchia   | 5         | 2,5%        |
| 8    | Svizzera     | 4         | 2,0%        |
| 9    | Lettonia     | 3         | 1,5%        |
| 10   | Germania     | 1         | 0,5%        |
| 10   | Paesi Bassi  | 1         | 0,5%        |
|      | Asia         | 1         | 0,5%        |
| 10   | Cina         | 1         | 0,5%        |